# Polytrichastrum torquatum
Polytrichastrum torquatum är en bladmossart som beskrevs av Mitten, Osada och G. L. Smith in G. L. Smith 1974. Polytrichastrum torquatum ingår i släktet Polytrichastrum och familjen Polytrichaceae. Inga underarter finns listade i Catalogue of Life.